# Condado de Lunenburg
O Condado de Lunenburg é um dos 95 condados do estado americano de Virgínia. A sede do condado é Lunenburg, e sua maior cidade é Lunenburg. O condado possui uma área de 1 120 km² (dos quais 2 km² estão cobertos por água), uma população de 13 146 habitantes, e uma densidade populacional de 12 hab/km² (segundo o censo nacional de 2000). O condado foi fundado em 1746.